# Токійсько-Йокогамський промисловий район

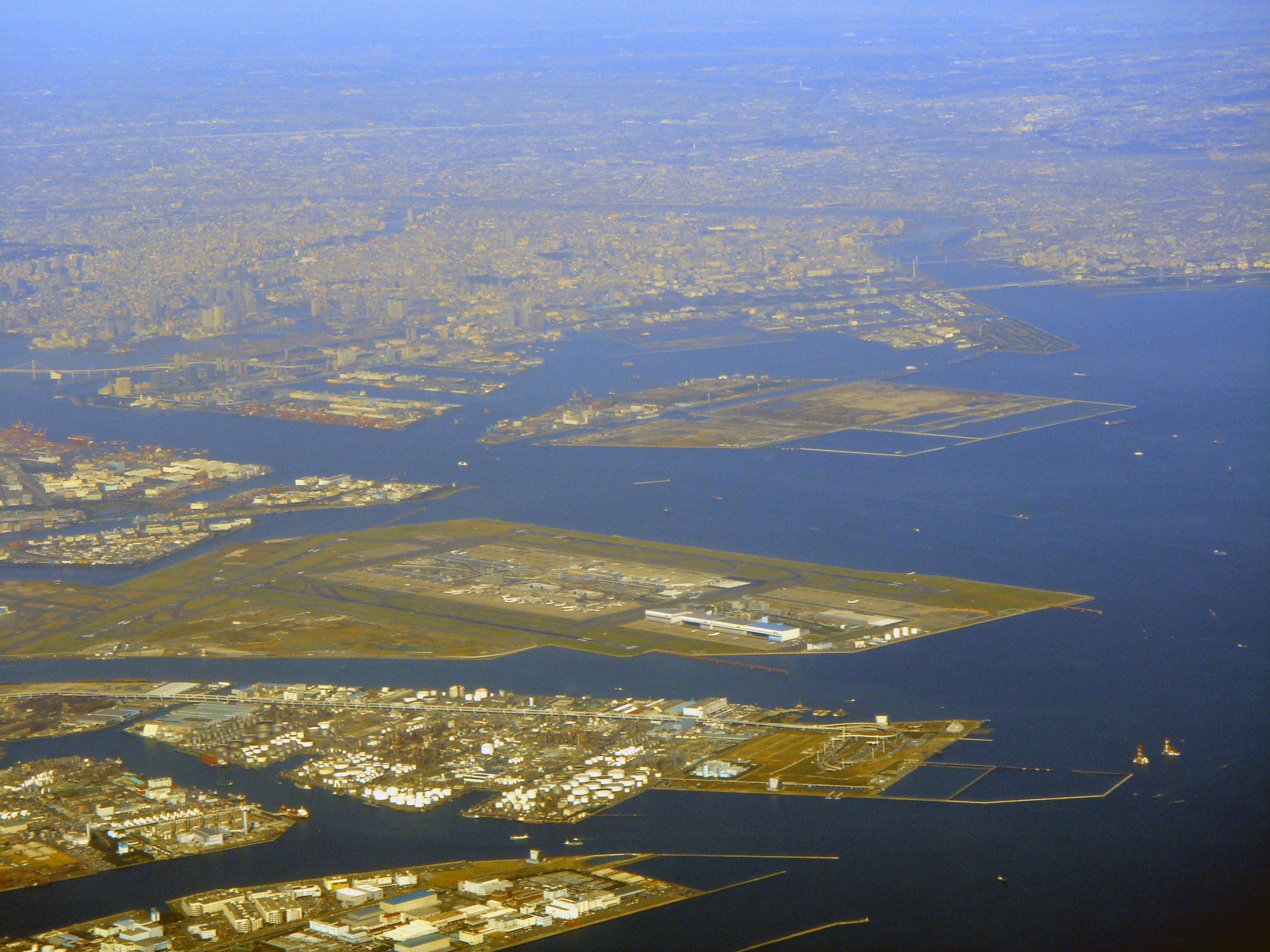
Токійський і Кавасацький порти

Йокогамський порт

Токійсько-Йокогамський промисловий район (яп. 京浜工業地帯, けいひんこうぎょうちたい, МФА: [keːhiɴː koːgʲoː t͡ɕi̥tai̯]) — важкопромисловий район у Східній Японії. Розташований на півдні Кантоської рівнини, вздовж берегів Токійської та Саґамської заток. Простягається від району Токіо до міста Одавара префектури Канаґава. Створений після Другої світової війни. Один з трьох найбільших промислових районів країни.
В районі розташовані великі заводи машинобудівної (49,1%), металургійної (8,5%), хімічної (17,4%), харчової промисловостей (8,9%). Центри району розміщені в портах Йокогами, Кавасакі й Токіо. В 1960 році 24,7% усієї промислової продукції країни вироблялося в цьому районі. Станом на 2005 рік ця частка скоротилася до 10,3% за рахунок розвитку інших промислових зон.

## Центри
- Ацуґі — машинобудування.
- Йокогама — суднобудування, електротовари.
- Йокосука — суднобудування, автомобілебудування.
- Кавасакі — металургія, хімічна промисловість, нафтопереробка, автомобілебудування.
- Мусасі-Мураяма — автомобілебудування.
- Одавара — хімічна промисловість.
- Саґаміхара — машинобудування.
- Токіо — машинобудування, електротовари.
- Фудзісава — автомобілебудування.
- Футю — електротовари.
- Хамура — електротовари.
- Хатіодзі — машинобудування.
- Хіно — автомобілебудування.
- Хірацука — хімічна промисловість.